# Peter Weiß (Verleger)

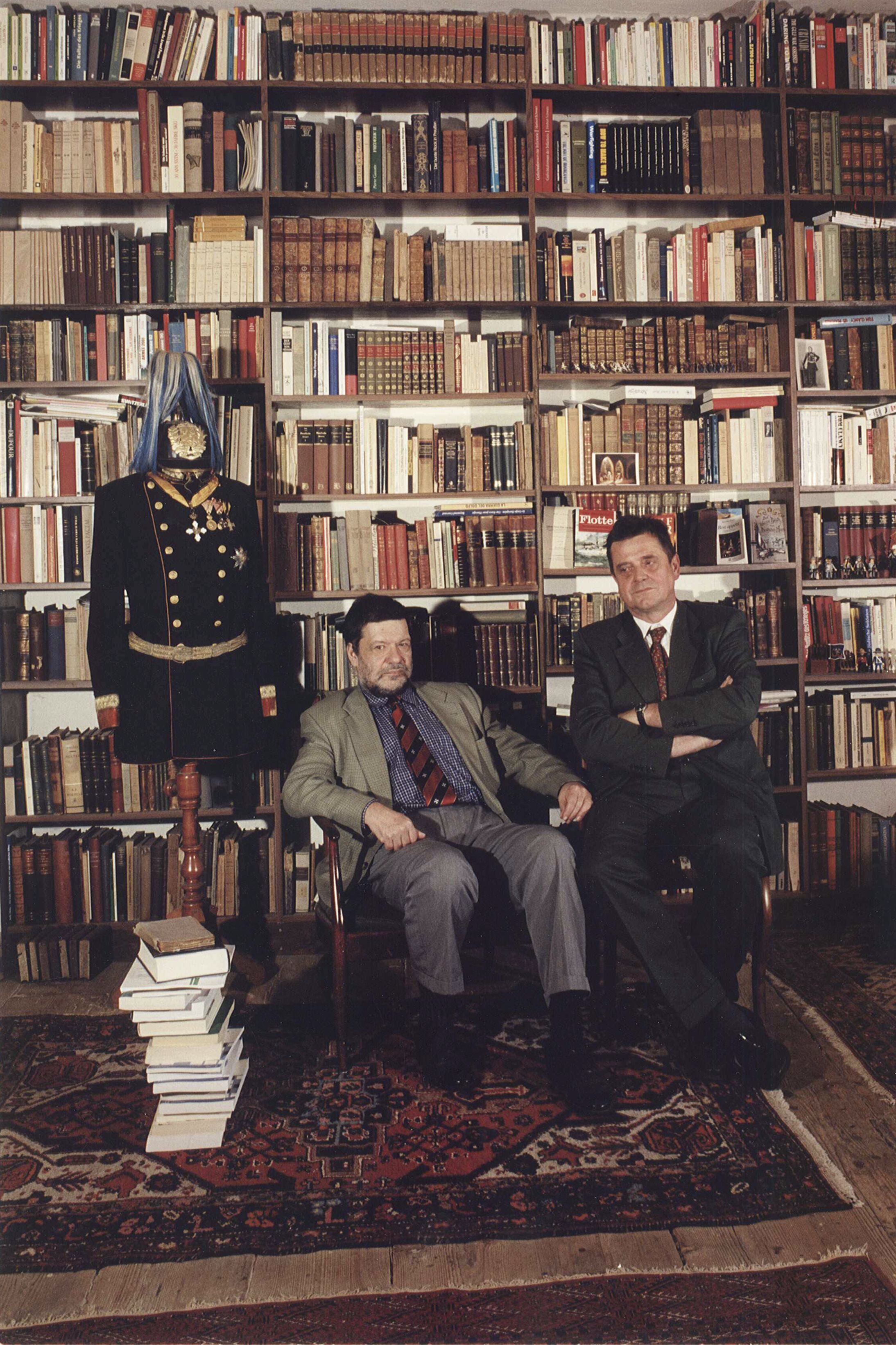
Peter Weiß (rechts) mit Jean-Jacques Langendorf

Peter Weiß (* 19. Juni 1942 in St. Pölten) ist ein österreichischer Wirtschaftsjurist und Verleger.

## Leben
Peter Weiß ist Sohn eines Orchestermusikers und schlug nach Jurastudium und Promotion eine Laufbahn im Bankgewerbe ein. Er war von 1987 bis 1990 Präsident der Kommission für das Internationale Geschäft der Confédèration Internationale des Banques Populaires (CIBP) in Paris (später Brüssel) sowie bis 1998 Leiter  der Auslandsabteilung der österreichischen Volksbanken, anschließend bis 2002 Vorstandsmitglied der Volksbank International und bis 2006 Mitglied im Exekutivkomitee der CIPB. Er ist zudem – zusammen mit Jean-Jacques Langendorf – Begründer und Geschäftsführer des 1980 gegründeten Karolinger Verlags.
Im Rahmen seiner hauptberuflichen Tätigkeit war Peter Weiß zusammen mit Hans Hofinger 1984 Mitbegründer und Herausgeber der genossenschaftlichen Schulze-Delitzsch-Schriftenreihe.
Weiß ist Übersetzer sowie Herausgeber von Werken von Léon Bloy, Saint-Réal, Ernst Jünger, Armin Mohler, Louis de Bonald, Nicolás Gómez Dávila, Ezra Pound, Konstantin Leontjew, Joseph de Maistre und Martin Mosebach.
Von 2003 bis 2008 war Weiß Mitglied des Universitätsrates der Kunstuniversität Linz. Seine Berufung durch die österreichische Regierung löste Kritik unter anderem des Dokumentationsarchiv des österreichischen Widerstandes aus, das in Weiß einen Universitätsrat „mit burschenschaftlichem bzw. rechtsextremem Hintergrund“ sah.
Laut Hannes Hintermeier entspricht Weiß dem „Gegenentwurf zum asketischen Intellektuellen“, und er verfüge „über eine stattliche Portion schwarzen Humors, der eine feine Selbstironie speist“. Peter Weiß ist mit einer französischen Germanistin verheiratet.
Weiß ist Alter Herr der Wiener akademischen Burschenschaft Libertas.

## Kontroversen
Laut Darstellung des DÖW soll der Karolinger Verlag 10 % am W3-Verlag halten, der Eigentümer der Wochenzeitung Zur Zeit des FPÖ-Funktionärs Andreas Mölzer war. Gemäß einer anderen Darstellung handelte es sich dabei um ein Privatdarlehen in Höhe von 10.000 Schilling an den Privatmann Mölzer.
Bei einer Kundgebung des Rings Freiheitlicher Studenten (RFS) am Jahrestag der Kapitulation Hitlerdeutschlands am 8. Mai 2003 war Weiß in Handgreiflichkeiten verwickelt. Die durch die Österreichische HochschuelerInnenschaft erstattete Anzeige wegen Körperverletzung endete mit einem außergerichtlichen Tatausgleich.

## Übersetzungen
- Léon Bloy: Das Heil durch die Juden. Jeanne d´Arc und Deutschland. Übersetzt von Clemens ten Holder u. Peter Weiß (Hrsg.). Karolinger, Wien 2002 ISBN 3-85418-103-5.
- Emil Cioran: Notizen 1957–1972. Hg. v. Simone Boué. Karolinger, Wien und Leipzig 2011 ISBN 978-3-85418-143-9